# Cross (film, 1987)
Pour les articles homonymes, voir Cross.
Pour plus de détails, voir Fiche technique et Distribution.
Cross est un film français policier sorti au cinéma en 1987. C'est le premier film réalisé par Philippe Setbon.

## Synopsis
Le policier Thomas Crosky, dit « Cross », est chargé de surveiller les déplacements d'Eli Cantor, un tueur professionnel qui doit prochainement exécuter un contrat. Lorsque Simon Leenhardt, qu'il avait arrêté quelques années plus tôt, prend sa femme et sa fille en otage avec des complices évadés d'un hôpital psychiatrique, Cross décide de demander à Eli Cantor de lui venir en aide.

## Fiche technique
- Titre : Cross
- Réalisation : Philippe Setbon
- Scénario : Philippe Setbon
- Production : André Djaoui
- Musique : Michel Goguelat
- Photographie : Jacques Steyn
- Montage : Nicole Lubtchansky
- Genre : Policier
- Pays :  France
- Durée : 87 minutes
- Date de sortie : France : 1987

## Distribution
- Michel Sardou : Thomas Crosky, dit Cross
- Roland Giraud : Eli Cantor
- Patrick Bauchau : Simon Leenhardt
- Marie-Anne Chazel : Catherine Crosky
- Maxime Leroux : Sandro
- Stéphane Jobert : Jacques Kester
- Gérard Zalcberg : Georges Rudicek, dit « Rudi »
- Arnold Boiseau : Farrel
- Philippe Polet : Caïn
- Jean Barney : Commissaire
- Loïc Bitout : Le fiancé de Claire
- Louba Guertchikoff : Diane
- Pierre Londiche : Le père de l'enfant enlevé
- Anny Mirande : Claire
- Philippe Rony : le ravisseur no 2
- Antoine Saint-John : le ravisseur no 1
- Jacky Sigaux : Robert
- Sotha : Prostituée au commissariat